# Religiosamente
Religiosamente è un singolo del gruppo musicale italiano La Rappresentante di Lista, pubblicato il 22 ottobre 2021 come quarto estratto dal quarto album in studio My Mamma.

## Descrizione
Scritto dal duo in collaborazione con Pacifico, il testo del brano affronta la tematica dell'abbandono e dell'abbandonarsi inteso come lasciarsi andare a un sentimento:
(La Rappresentante di Lista in occasione della presentazione del singolo)
Nell'edizione fisica dell'album, Religiosamente è accompagnato dagli interludi Preludio e Lavinia, posti rispettivamente prima e dopo il brano.

## Formazione
Hanno partecipato alle registrazioni, secondo le note di copertina di My Mamma:
Gruppo
- Veronica Lucchesi – voce, cori
- Dario Mangiaracina – chitarra, basso elettrico, pianoforte, sintetizzatore, programmazione, voce

Altri musicisti
- LRDL Band
  - Marta Cannuscio – udu, darabouka, conga, percussioni, cori
  - Roberto Calabrese – batteria, percussioni
- Francesco Incandela – arrangiamento strumenti ad arco, composizione strumenti ad arco, primo violino
- Sade Mangiaracina – pianoforte, arrangiamento
- Vincenzo Castellana – tamburo muto
- Davide Rizzuto – secondo violino
- Antonio Tralongo – viola
- Giuseppe D'Amato – violoncello

Produzione
- Papa D & Piccolo Cobra – produzione artistica
  - Dario Francesco Mangiaracina – produzione
  - Roberto Cammarata – produzione
  - Veronica "Diva" Lucchesi – medium
  - Marco Romanelli – ingegneria del suono, registrazione, registrazione strumenti ad arco
- Bernardo Mattioni – produzione esecutiva
- Andrea Suriani – missaggio, mastering